# گئورگی کامنسکی
گئورگی کامنسکی (بلغاری: Гeopги Кaмeнcки؛ زادهٔ ۳ فوریهٔ ۱۹۴۷) بازیکن فوتبال اهل بلغارستان است.
از باشگاه‌هایی که در آن بازی کرده‌است می‌توان به باشگاه فوتبال لفسکی صوفیه اشاره کرد.
وی همچنین در تیم ملی فوتبال بلغارستان بازی کرده‌است.